# 挽文子

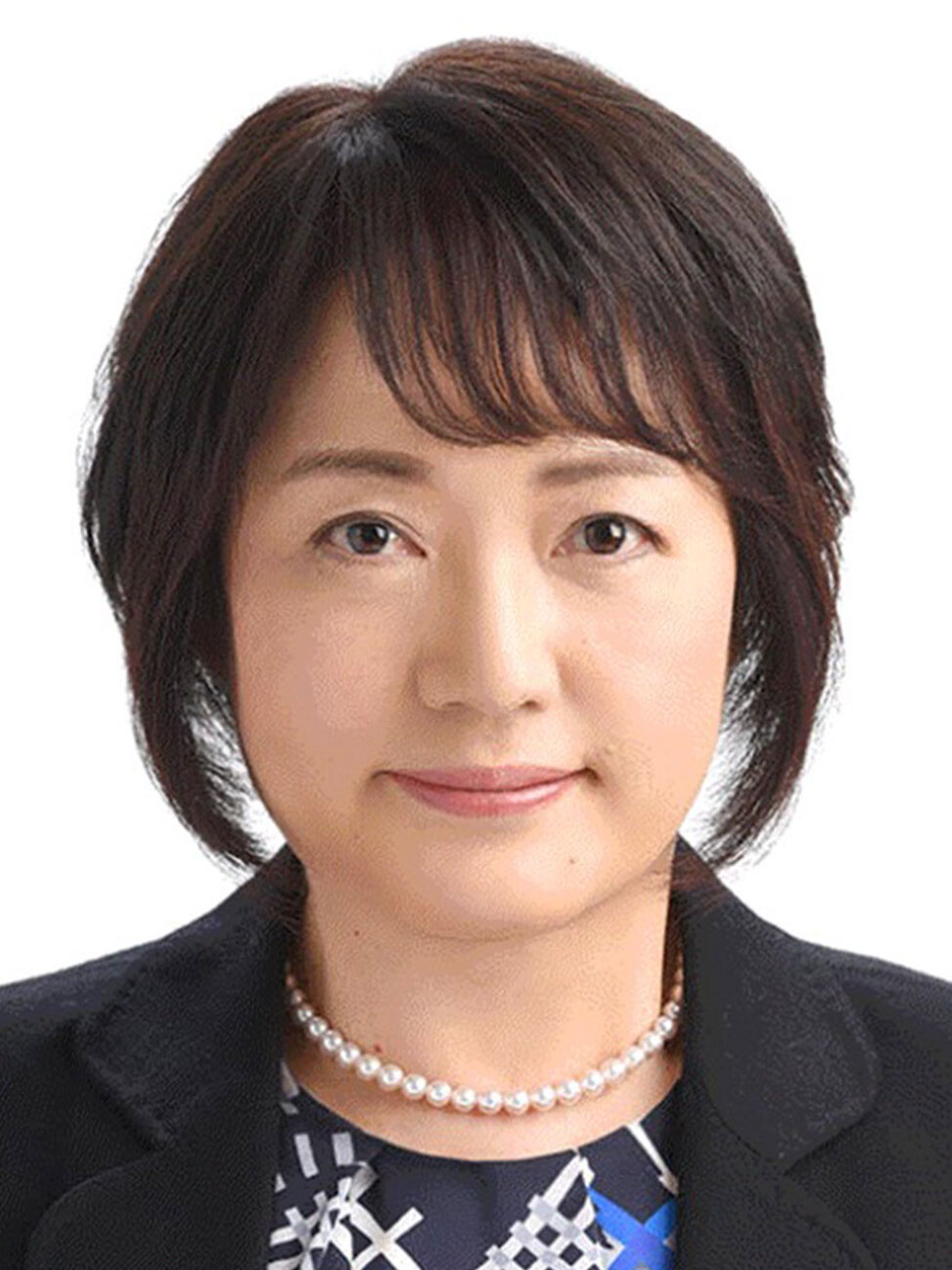
会計検査院より公開された肖像

挽 文子（ひき ふみこ、1964年5月2日 - ）は、日本の会計学者。専門は、管理会計・原価計算。学位は、博士（商学）（一橋大学・2007年）。一橋大学大学院経営管理研究科教授、日本原価計算研究学会会長を経て、会計検査院検査官。

## 人物・経歴
茨城県水戸市出身。1987年横浜市立大学商学部経営学科卒業。1995年一橋大学大学院商学研究科博士課程単位取得満期退学。2007年一橋大学より博士（商学）の学位を取得。廣本敏郎に師事。
1993年一橋大学商学部助手、1995年和光大学経済学部専任講師。1998年一橋大学商学部専任講師。助教授を経て、2007年一橋大学大学院商学研究科教授。2008年から2010年までカリフォルニア大学サンディエゴ校で在外研究に従事。2011年公認会計士試験試験委員。2015年金融庁企業会計審議会委員。2020年酒類総合研究所有識者会合メンバー。2021年日本原価計算研究学会会長、金融庁金融審議会臨時委員。2022年国立大学法人一橋大学役員補佐（学生担当）。2023年会計検査院検査官。
1996年日本原価計算研究学会学会賞受賞。2007年日本管理会計学会学会賞及び日本原価計算研究学会学会賞受賞。2015年日本会計研究学会学会賞受賞。メルコ学術振興財団選考委員長、神奈川県立病院機構評価委員会副委員長、産業経理協会評議員、文部科学省教科用図書検定調査審議会臨時委員等も務める。

## 著書
- 『管理会計第2版』（岡本清,廣本敏郎,尾畑裕と共著）中央経済社 2003年
- 『成功する管理会計システム―その導入と進化』中央経済社 2004年
- 『管理会計の進化－日本企業にみる進化の過程－』森山書店 2007年
- 『原価計算論第3版』（廣本敏郎と共著）中央経済社 2015年
- 『日本の管理会計研究』（廣本敏郎と共編）中央経済社 2015年